# Верхня (гміна)
Ґміна Вєжхня — сільська гміна в Калуському повіті Станіславського воєводства Другої Речі Посполитої та у Крайсгауптманшафті Калуш (1941—1943) і Крайсгауптманшафті Станіслав (1943—1944) Дистрикту Галичина Третього Райху. Адміністративним центром гміни було село Верхня.
Об'єднану сільську Верхнянську ґміну (рівнозначну волості) було утворено 1 серпня 1934 року у межах адміністративної реформи в ІІ Речі Посполитій із суміжних тогочасних сільських ґмін (самоврядних громад): Болохув (Болохів), Вєжхня (Верхня), Гуменув (Гуменів), Завадка, Збора, Мосціска (Мостище), Станькова.
Площа ґміни — 140,8 км².
Кількість житлових будинків — 2224.
Кількість мешканців — 11393 (Дані на основі перепису 1931 року та територіального поділу 1934 років).
Національний склад населення ґміни Вєжхня на 1 січня 1939 року:
| село       | населення | українці-грекокатолики | українці-латинники | євреї  | німці  | поляки | польські колоністи |
| ---------- | --------- | ---------------------- | ------------------ | ------ | ------ | ------ | ------------------ |
| Болохів    | 890       | 850                    |                    | 20     |        | 20     |                    |
| Верхня     | 2430      | 2190                   |                    |        |        | 20     | 220                |
| Гуменів    | 740       | 540                    |                    |        |        | 180    | 20                 |
| Завадка    | 2020      | 1970                   | 10                 | 30     |        | 10     |                    |
| Збора      | 1730      | 1700                   |                    | 20     |        | 10     |                    |
| Мостище    | 1600      | 1550                   | 30                 | 5      | 10     | 5      |                    |
| Станькова  | 2360      | 2170                   | 150                | 20     |        | 10     | 10                 |
| Степанівка | 550       | 90                     | 10                 |        |        |        | 450                |
| Загалом    | 12320     | 11060                  | 200                | 95     | 10     | 255    | 700                |
| Відсотки   | 100 %     | 89,77 %                | 1,62 %             | 0,77 % | 0,08 % | 2,07 % | 5,68 %             |

17 січня 1940 року ґміна була ліквідована, а територія увійшла до новоствореного Войнилівського району. 
Гміна (волость) була відновлена на час німецької окупації з липня 1941 р. до липня 1944 р.
На 1 березня 1943 року населення ґміни становило 10375 осіб..